# Віктор Ефтиміу
Віктор Ефтиміу (рум. Victor Eftimiu; 24 січня 1889, Бобощица біля Корча Османська імперія (тепер Албанія) — 27 листопада 1972, Бухарест Румунія) — румунський драматург, поет, прозаїк,  перекладач та театральний діяч. Академік Румунської академії (1948). Почесний президент Спілки письменників Румунії (1972).
Лауреат Національної премії по літературі Румунії (1932).

## Життєпис

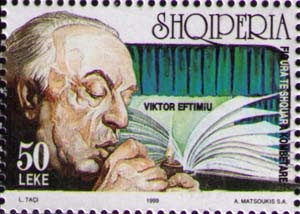
В. Ефтиміу на поштовій марці Албанії 1999 р.

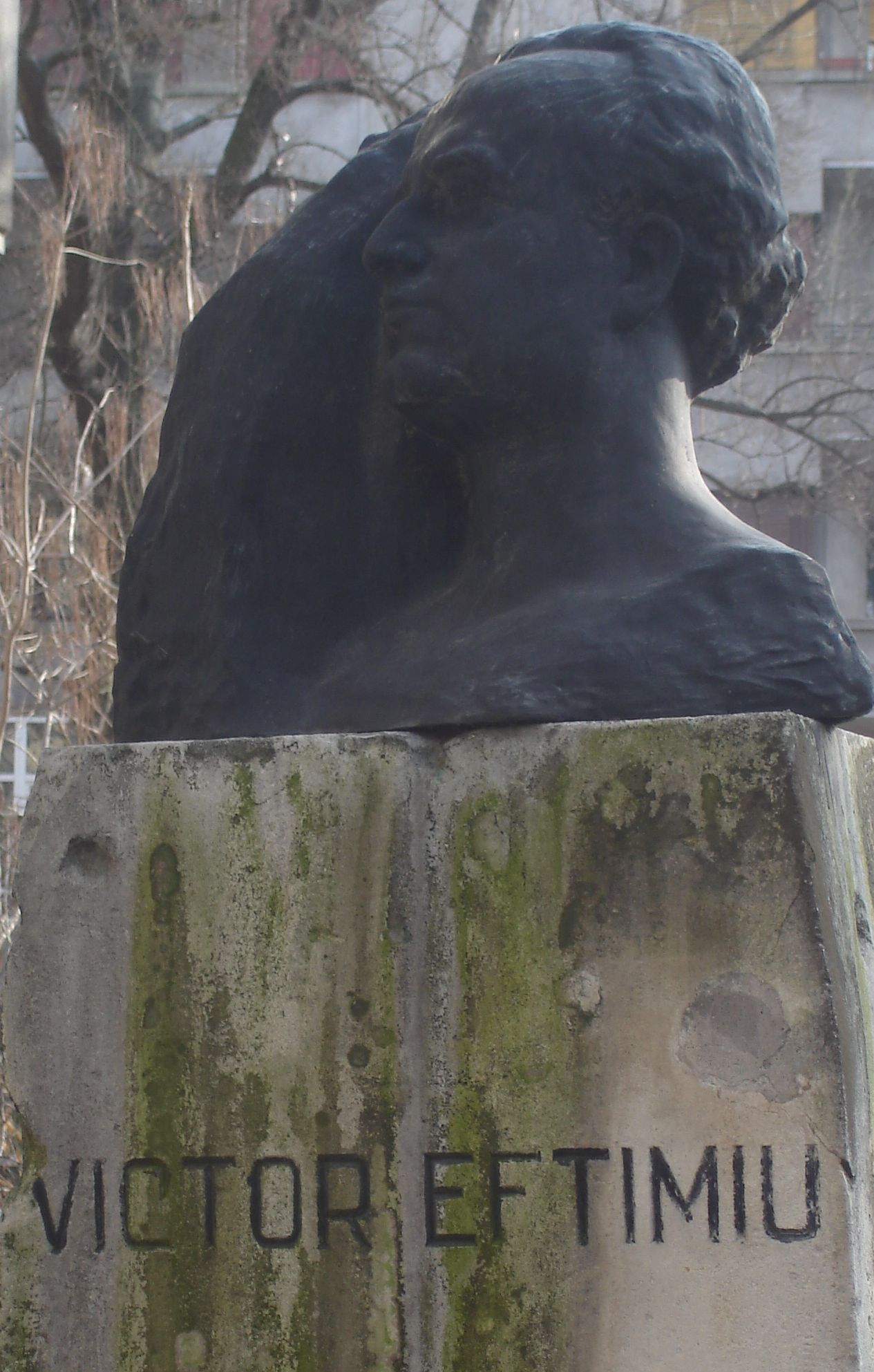
Бюст В. Ефтиміу в Бухаресті

Албанець за походженням. На початку ХХ ст. переїхав з родиною до Румунії. Почав працювати в театрі. Директор театру комедії (1913). Генеральний директор театрів (1920), Національного театру та опери у м. Клуж-Напока (1927).
У 1919—1922, 1929—1930 и 1944—1945 Був директором Національного театру ім. Й. Л. Караджале у Бухаресте. Вводив до репертуару театру п’єси сучасних передових драматургів, класиків світової літератури, регулярно організовував ранкові недільні вистави для робочих за зниженими цінами. 
Був прихильником СРСР, за що під час правління Антонеску,  двічі потрапляв в ув’язнення. 
Один із засновників літературного журналу «Sburătorul».
Похований та меморіальному цвинтарі Беллу в Бухаресті.

## Творчість
Опублікував кілька книжок поезій, писав комедії та сатиричні п’єси для театру.  Автор багатьох румунських казок, а також кількох дитячих книжок. Писав також критичні нариси та статті для багатьох журналів. 
Перша п’єса — «феєрична поема» у віршах «Нанизайтеся, перлини» (1911) за матеріялами румунських народних казок, зберігається тепер у репертуарі театрів Румунії. Йому належить п’єса «Чорний півень» (1913), заснована на румунському фольклорі; «Рінгана» (1915) — історична драма (була заборонена після кількох вистав); «Танець мільйонів» (1922), «Парад» (1960) — сатиричні комедії; «Великий духовник» (1929) — антиклерикальна п’еса (знята з репертуару під тиском церковної влади); «Гайдуки» (1947) — про селянські повстання початку XIX ст. Багато його п’єс було поставлено на сцені Державного єврейського театру у Бухаресті. Низка п’єс Ефтіміу була перекладена на інші мови і ставилася в театрах Італії, Польщі, Фінляндії та ін. 
Займався також публіцистикою та перекладами. 

## Обрані твори

### П’єси
- Înșir-te mărgărite (1911)
- Cocoșul negru (1913)
- Rapsozii (1913)
- Napoleon (1914)
- Akim (1914)
- Ringala (1915)
- Prometeu (1920)
- Inspectorul broaștelor (1922)
- Comoara (1922)
- Dansul milioanelor (1922)
- Don Juan (1922)
- Thebaida (1924)
- Meșterul Manole (1925)
- Glafira (1926)
- Fantoma celei care va veni (1928)
- Omul care a văzut moartea (1928)
- Marele duhovnic (1929)
- Daniela (1931)
- Theochrys (1932)
- Poiana de aur (1933)
- Stele căzătoare (1936)
- Atrizii (1939)
- Haiducii (1947)
- Doctor Fuast (1957)
- Parada (1959)
- Halatul alb (1959)
- Omul de piatră (1966)
- Fetele Didinei (1968)
- Pană Lesnea Rusalim
- Strămoșii
- Crinul vieții

### Поезія
- Poemele singurătății (1912)
- Candele stinse (1915)
- Lebedele sacre (1920)
- Cântecul milei (1925)
- Noaptea subterană (1933)
- Oglinzile (1939)
- Cântecul mamei și al copilului (1939)
- 13 decembrie și alte poeme (1947)
- Odă limbii române (1957)
- Soliile terestre (1961)
- Poezii (1964)
- Crizanteme